# Розенталь-Білаталь
Розенталь-Білаталь (нім. Rosenthal-Bielatal) — громада в Німеччині, розташована в землі Саксонія. Входить до складу району Саксонська Швейцарія — Східні Рудні Гори. Складова частина об'єднання громад Кенігштайн.
Площа — 46,45 км2. Населення становить 1585 ос. (станом на 31 грудня 2020).

## Галерея

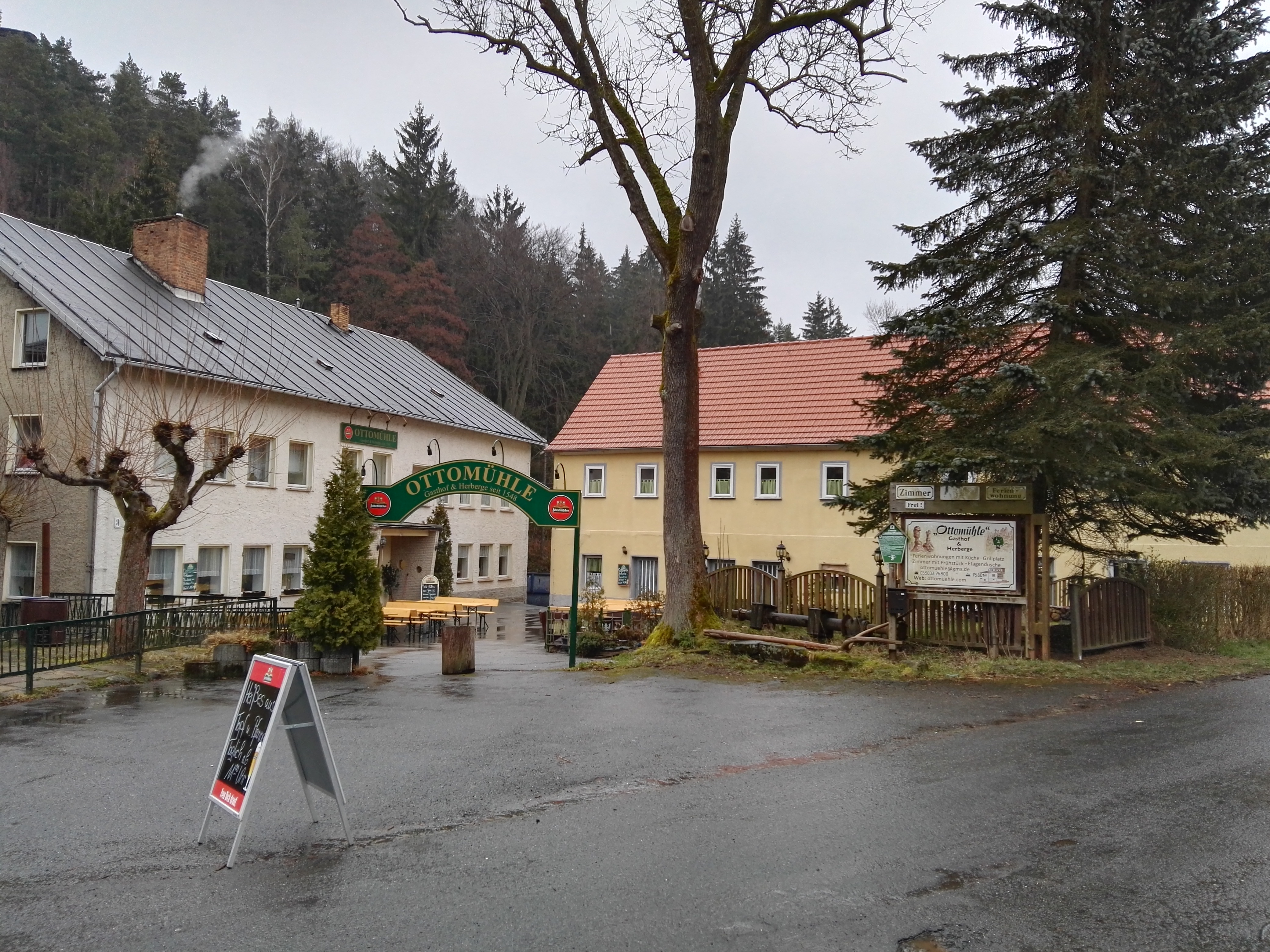
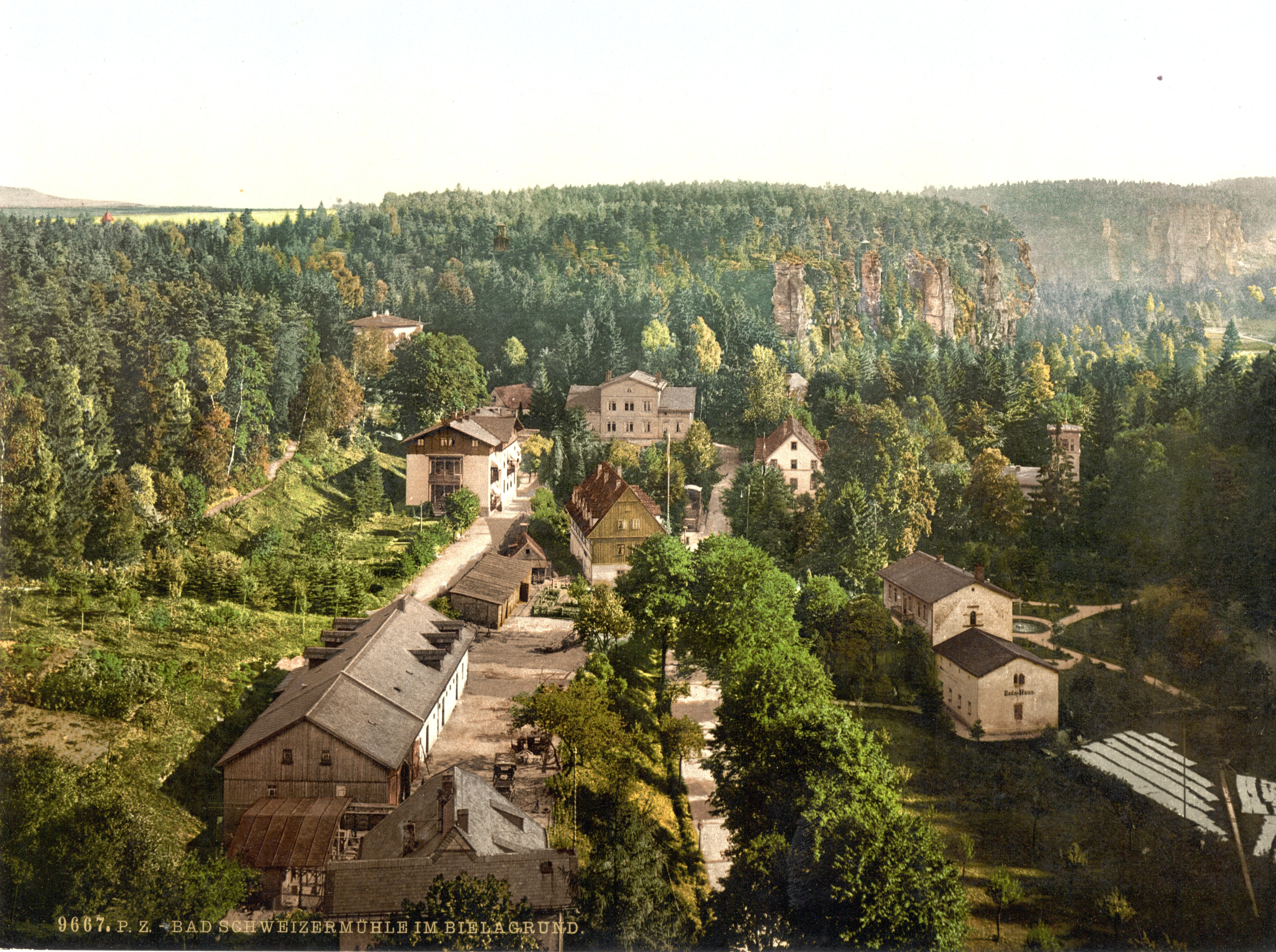